# Salix koriyanagi
Salix koriyanagi là một loài thực vật có hoa trong họ Liễu. Loài này được Kimura ex Goerz miêu tả khoa học đầu tiên năm 1831.